# Галактички диск
Галактички диск је компонента неких врста галаксије као што су лентикуларне и спиралне са пречагом и без ње. Диск се састоји из спиралних кракова и пречага (ако их има). У диску има много више гаса, звездане прашине и младих звезда него у халоу и галактичком центру.
Доказано је да се орбиталне брзине звезда у диску не подударају са измереном луминозношћу звезда иако би требало. Ово је један од индиректних доказа за постојање тамне материје.